# Gobio sarmaticus
Gobio sarmaticus är en fiskart som beskrevs av Berg, 1949. Gobio sarmaticus ingår i släktet Gobio och familjen karpfiskar. IUCN kategoriserar arten globalt som livskraftig. Inga underarter finns listade i Catalogue of Life.